# Beda M. Stadler
Beda Martin Stadler (Visp, 21 de junho de 1950) é um acadêmico suíço, professor associado e diretor do Instituto de Imunologia da Universidade de Berna.
Stadler realiza pesquisas em ciências básicas nas áreas de alergologia e autoimunidade e na pesquisa aplicada para a produção de anticorpos recombinantes humanos ou artificiais, e vacinas para a terapia.
Stadler tornou-se conhecido publicamente pelas suas intervenções como palestrante nas mídias (como na Televisão Suíça) e especialmente por suas colunas em revistas, nas quais ele critica a Medicina Alternativa e defende a engenharia genética assim como a vacinação.
Stadler é membro do Conselho Consultivo da Fundação Giordano Bruno que critica da religião.